# Hypoleria virginia
Hypoleria virginia är en fjärilsart som beskrevs av William Chapman Hewitson 1852. Hypoleria virginia ingår i släktet Hypoleria och familjen praktfjärilar. Inga underarter finns listade i Catalogue of Life.